# Dean Trần
Dean A. Trần là chính trị gia người Mỹ gốc Việt đến từ Fitchburg, Massachusetts được bầu vào Thượng viện Massachusetts vào năm 2017 trong một cuộc bầu cử đặc biệt. Ông là dân biểu Quận Worcester và Middlesex, đồng thời còn là đảng viên Đảng Cộng hòa. Trước khi đắc cử vào Thượng viện Massachusetts, Trần từng là Ủy viên Hội đồng Thành phố Fitchburg.

## Thân thế và học vấn
Trần chào đời trong một gia đình doanh nhân thành đạt tại Sài Gòn dưới thời Việt Nam Cộng hòa, sau khi chiến tranh kết thúc mới đổi tên là Thành phố Hồ Chí Minh. Ông cùng gia đình di cư sang Mỹ vào năm lên 4 tuổi. Lúc rời khỏi Việt Nam bằng thuyền, gia đình Trần đã ở trong trại tị nạn hai năm trong khi chờ đơn xin thẻ xanh của họ được chính phủ Mỹ chấp thuận. Năm 1980, cả nhà Trần được một linh mục Công giáo ở Clinton, Massachusetts bảo trợ mà ông từng gọi đây là ngôi nhà thực sự đầu tiên của mình. Năm 1986, gia đình ông dọn đến Fitchburg, Massachusetts cũng là nơi mà về sau này ông tốt nghiệp Trường Trung học Fitchburg. Trần tiếp tục theo đuổi con đường học vấn của mình và thi đậu lấy bằng cử nhân tại Đại học Brandeis vào năm 1997.

## Sự nghiệp chính trị
Năm 2005, Trần trở thành người da màu đầu tiên được bầu vào Hội đồng Thành phố Fitchburg. Ngày 5 tháng 12 năm 2017, sau 12 năm làm ủy viên hội đồng thành phố, ông Trần đã giành chiến thắng trong cuộc bầu cử đặc biệt để thay thế thượng nghị sĩ tiểu bang Jennifer Flanagan sắp mãn nhiệm vào làm Thượng nghị sĩ Tiểu bang đại diện cho quận Worcester và Middlesex, với ít hơn 700 phiếu bầu. Ông tranh cử với tư cách là người ủng hộ kỷ luật tài khóa và thuế thấp. Trần là người Mỹ gốc Việt đầu tiên giữ chức vụ dân cử ở Massachusetts.
Ngày 20 tháng 12 năm 2017, Trần chính thức tuyên thệ nhậm chức tại Thượng viện Tiểu bang. Khu vực bầu cử Thượng viện Tiểu bang của ông bao gồm Berlin, Bolton, khu tuyển cử 1 & 2 của Clinton, Fitchburg, Gardner, Lancaster, Leominster, Lunenburg, Sterling, Townsend và Westminster ở phía bắc trung tâm Massachusetts. 
Trần tái đắc cử trong cuộc tổng tuyển cử vào tháng 11 năm 2018, nhưng ông đã thua trong cuộc tổng tuyển cử năm 2020 trước đảng viên Dân chủ John Cronin, cũng ít hơn 700 phiếu.
Ngày 2 tháng 2 năm 2022, Trần chính thức bắt đầu chiến dịch tranh cử trước ứng viên đối lập Lori Trahan trong cuộc bầu cử giữa kỳ năm 2022 cho khu vực bầu cử quốc hội số 3.

### Lãnh đạo và Ủy ban
- Cựu Phó Lãnh đạo Thiểu số
- Ủy ban Liên hợp về An toàn Công cộng và An ninh Nội địa (xếp loại thành viên thiểu số)
- Ủy ban Liên hợp về Quản lý Nhà nước và Giám sát Quy định
- Ủy ban Liên hợp về Chính quyền Thành phố và Khu vực
- Ủy ban Liên hợp về Giao thông (xếp loại thành viên thiểu số)
- Ủy ban Liên hợp về Giáo dục Đại học
- Ủy ban Thượng viện về Vấn đề Liên Chính phủ
- Ủy ban Liên hợp về Chính sách Cần sa

### Tai tiếng và sai phạm
Trần bị tước quyền lãnh đạo trên cương vị là phó lãnh đạo thiểu số vào tháng 3 năm 2020 sau khi Ủy ban Đạo đức Thượng viện ra phán quyết rằng ông vi phạm đạo đức và các quy tắc tranh cử khi để các nhân viên làm việc trong chiến dịch tái cử năm 2018 của mình theo giờ tiểu bang. Sau đó, ông đã thất bại trong cuộc tái cử vào tháng 11 cùng năm.
Kể từ tháng 1 năm 2022, cả Văn phòng Chiến dịch và Tài chính Chính trị cũng như Ủy ban Đạo đức đều không thực hiện bất kỳ hành động công khai nào đối với những lời tố cáo này. Trần cho biết ông chưa bao giờ có quy trình hợp lý nhằm bày tỏ ý kiến riêng về câu chuyện này, cho xem bản báo cáo, hoặc biết được ai là nhân chứng.
Ngày 1 tháng 7 năm 2022, Trần bị truy tố với các tội danh: Cướp súng, Cướp trên 250 đô la từ Người trên 60 tuổi/Người khuyết tật, Nộp Đơn xin Giấy phép Chứa Thông tin Sai, Lấy Chữ ký Bằng những Giả danh Sai với Mục đích Lừa đảo, Gây hiểu lầm cho cuộc Điều tra của Cảnh sát, Ăn cắp Bằng cách Giam giữ hoặc Dọa dẫm

## Đời tư
Trần đã kết hôn với vợ tên là Kerry. Họ có với nhau bốn người con: Isabelle, Olivia, Madilyn và Dean. Lúc rảnh rỗi, Trần thích dành thời gian cho gia đình và là huấn luyện viên tình nguyện cho đội bóng đá, bóng rổ và bóng chày thanh niên. Trước khi được bầu vào thượng viện tiểu bang, ông từng làm trong Ban điều hành của Hội đồng Thung lũng Nashua Đội Nam Hướng đạo sinh Hoa Kỳ, Ban giám đốc Central Massachusetts YMCA, và Ban quản trị Trường Cao đẳng Cộng đồng Mount Wachusett. Trần vẫn tiếp tục giúp đỡ các gia đình gặp khó khăn khi ông và nhóm nhân viên đã quyên góp tiền dùng để mua thực phẩm và quà Giáng Sinh cho lũ trẻ nhà Perez cũng như trao hàng trăm đô la cho gia đình này chi dùng.
Con gái của Trần tên là Olivia đã tranh cử vào chiếc ghế trống Khu vực bầu cử số 6 Hội đồng Thành phố Fitchburg vào tháng 11 năm 2021. Cô giành được 46% số phiếu bầu nhưng lại để thua trong cuộc bầu cử này.